# Муниципальное образование «Ново-Ленино»
Муниципальное образование «Ново-Ленино» — муниципальное образование со статусом сельского поселения в 
Осинском районе Иркутской области России. Административный центр — Ново-Ленино.

## Демография
По результатам Всероссийской переписи населения 2010 года 
численность населения муниципального образования составила 1123 человека, в том числе 567 мужчин и 556 женщин.

## Населенные пункты
В состав муниципального образования входят населенные пункты
- Ново-Ленино
- Хайга[2]